# Gasenyi (vattendrag i Burundi, lat -2,67, long 30,42)
Gasenyi är ett vattendrag i Burundi. Det ligger i den nordöstra delen av landet, 140 kilometer nordost om huvudstaden Bujumbura.
Omgivningarna runt Gasenyi är en mosaik av jordbruksmark och naturlig växtlighet. Runt Gasenyi är det tätbefolkat, med 266 invånare per kvadratkilometer.